# Luis Franco Cascón
Luis Franco Cascón (Mansilla del Páramo, León, 1903 - San Cristóbal de La Laguna, Tenerife, 17 de agosto de 1984) foi um clérigo espanhol, bispo da diocese de San Cristóbal de La Laguna.
Ele foi ordenado sacerdote em 1933. Foi ordenado bispo de Tenerife em 22 de fevereiro de 1962 pelo Papa João XXIII e foi consagrado no dia 29 de abril. Em 21 de maio de 1962, ele entrou na diocese de Tenerife e, no dia 11 de outubro daquele ano, participou da inauguração do Concílio Vaticano II. A beatificação dos futuros santos canários Pedro de Betancur e José de Anchieta aconteceu durante seu bispado em 1980. Ele renunciou a seu bispado em 18 de outubro de 1983 aos 75 anos e foi nomeado administrador apostólico. Ele morreu em San Cristóbal de La Laguna em 17 de agosto de 1984. Foi enterrado na Capela de Cristo na coluna da catedral de La Laguna.